# Bucephala islandica

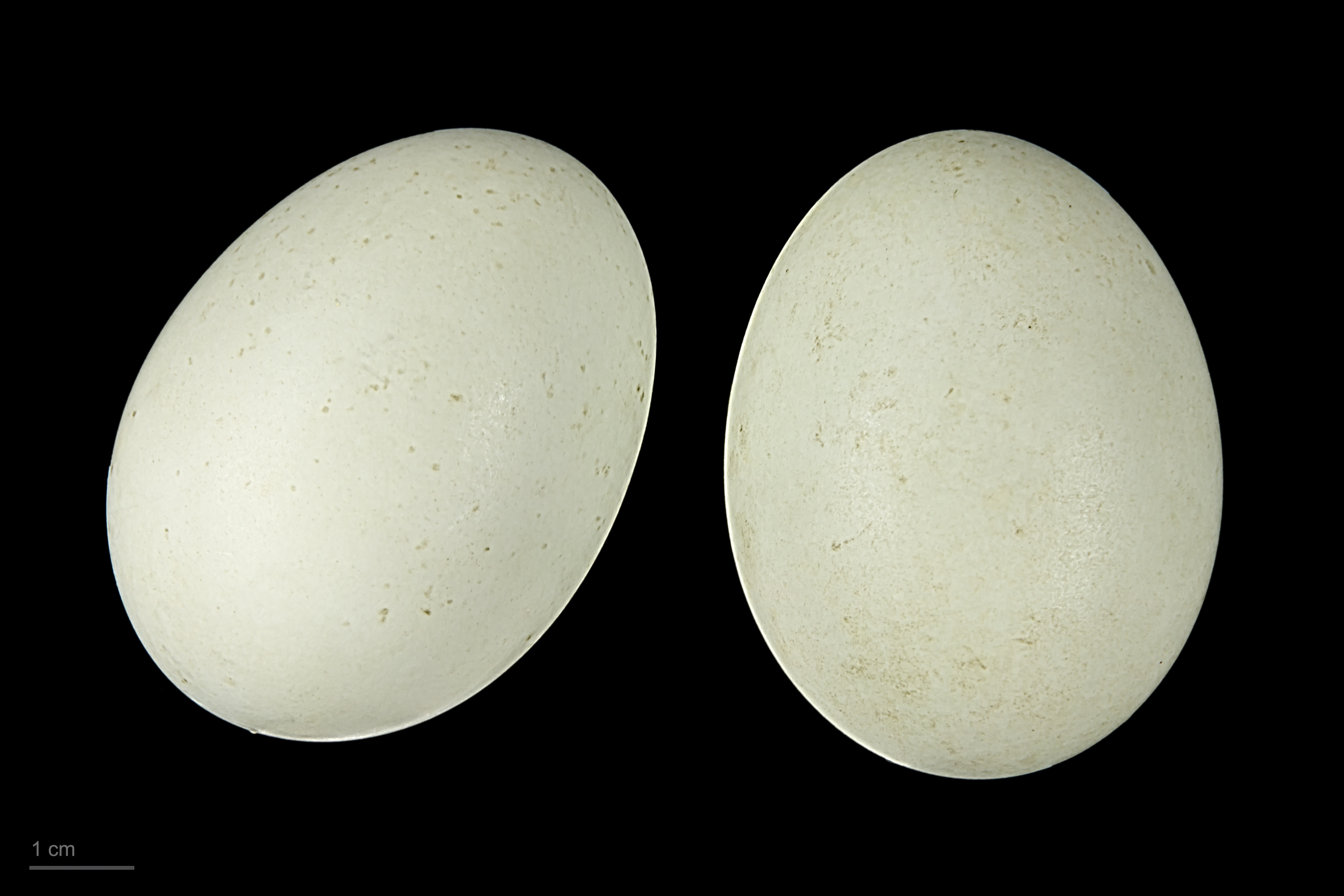
Bucephala islandica

Il quattrocchi d'Islanda, anche quattrocchi islandico  (Bucephala islandica, Gmelin 1789) è un'anatra marina di medie dimensioni del genere Bucephala.

## Descrizione
Gli adulti sono simili nell'aspetto a quelli del quattrocchi. I maschi adulti hanno la testa scura con riflessi violacei ed una mezzaluna bianca davanti alla faccia. Le femmine adulte hanno il becco giallo.

## Distribuzione e habitat
Il loro habitat di nidificazione sono i laghi di foresta e gli stagni primaverili del Nordamerica nordoccidentale, ma vive anche in località sparse del Canada orientale e dell'Islanda. In islandese questo uccello è conosciuto come húsönd; è una specie comune del lago Mývatn, nel nord del Paese.
Sono migratori e la maggior parte sverna in acque costiere riparate o in acque continentali aperte. Per svernare, migra verso la costa. È un visitatore estremamente raro dell'Europa occidentale e del Nordamerica meridionale.

## Alimentazione
Questi uccelli vanno alla ricerca di cibo immergendosi sott'acqua. Si nutrono di insetti acquatici, crostacei e di vegetazione di stagno. Nidificano nelle cavità degli alberi, ma anche in cunicoli o in siti protetti sul suolo. Questo quattrocchi non tende a condividere il suo habitat con il più numeroso quattrocchi comune.